# Švýcarsko na Letních olympijských hrách 1904
Švýcarsko se účastnilo Letní olympiády 1904 v americkém Saint Louis. Zastupovali jej 2 sportovci ve dvou sportech.

## Medailisté
| Medaile | Jméno          | Sport                | Soutěž                     |
| ------- | -------------- | -------------------- | -------------------------- |
| Zlato   | Adolf Spinnler | Sportovní gymnastika | Muži triathlon ????        |
| Bronz   | Adolf Spinnler | Sportovní gymnastika | Muži víceboj – jednotlivci |